# Universidad de Buenos Aires
Universidad de Buenos Aires är ett universitet i Argentina. Det ligger i provinsen Buenos Aires, i den centrala delen av landet, i huvudstaden Buenos Aires. 

## Galleri

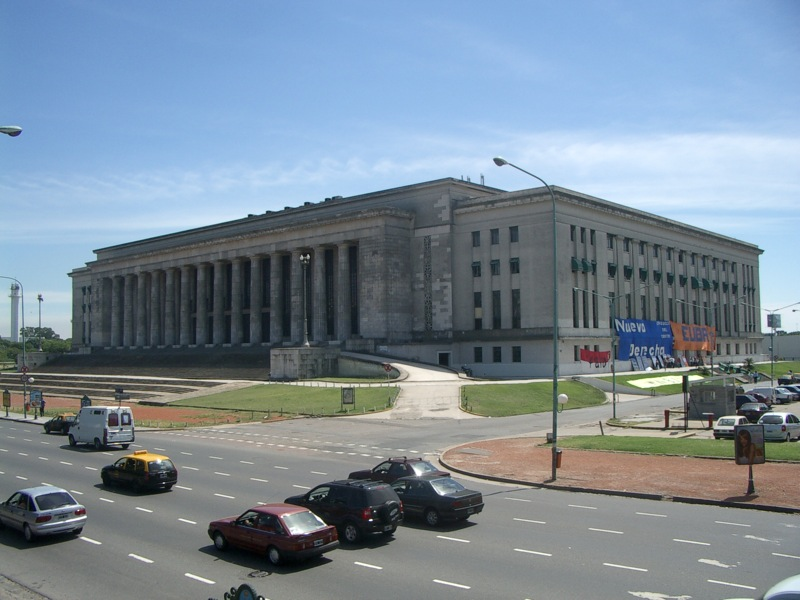
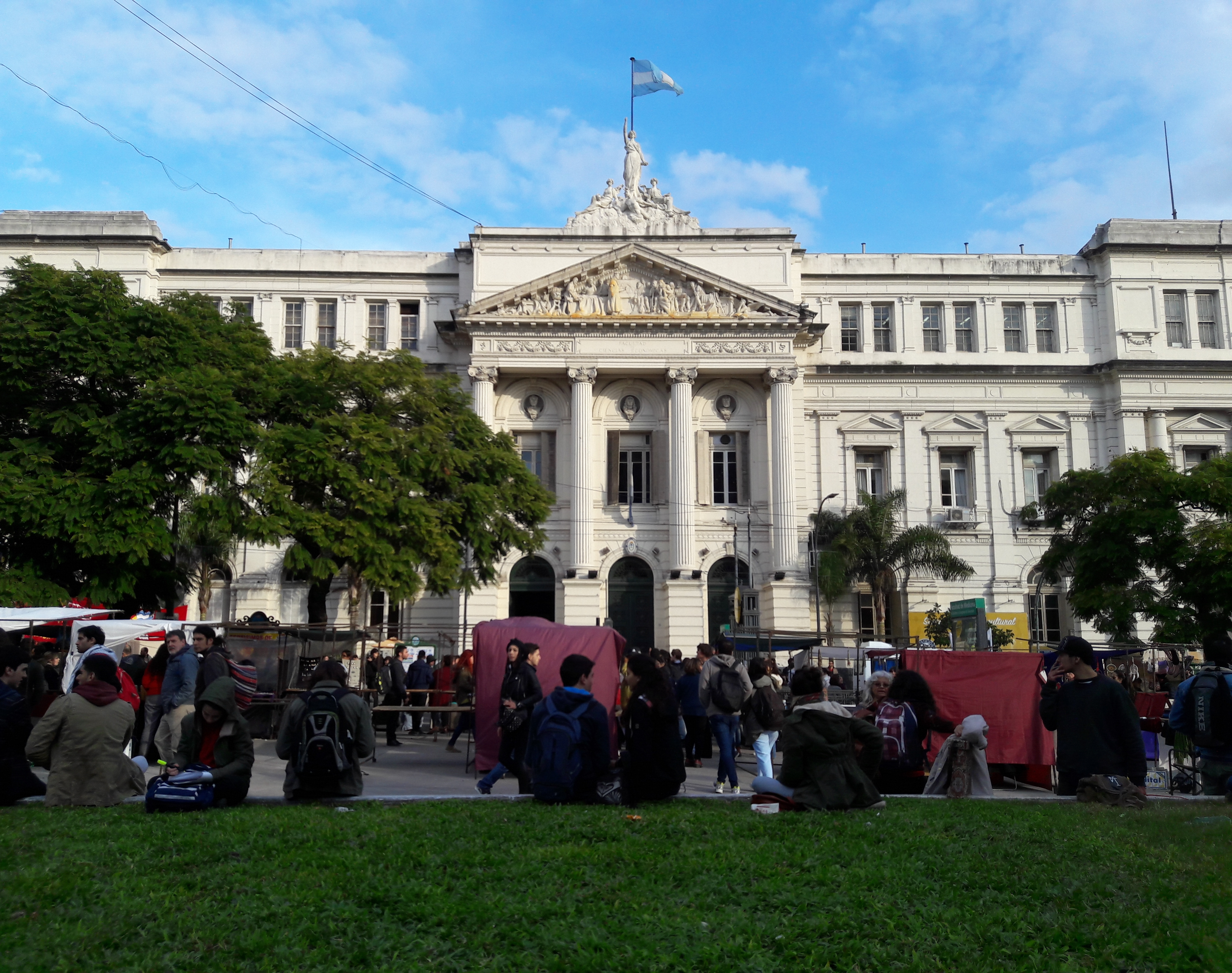
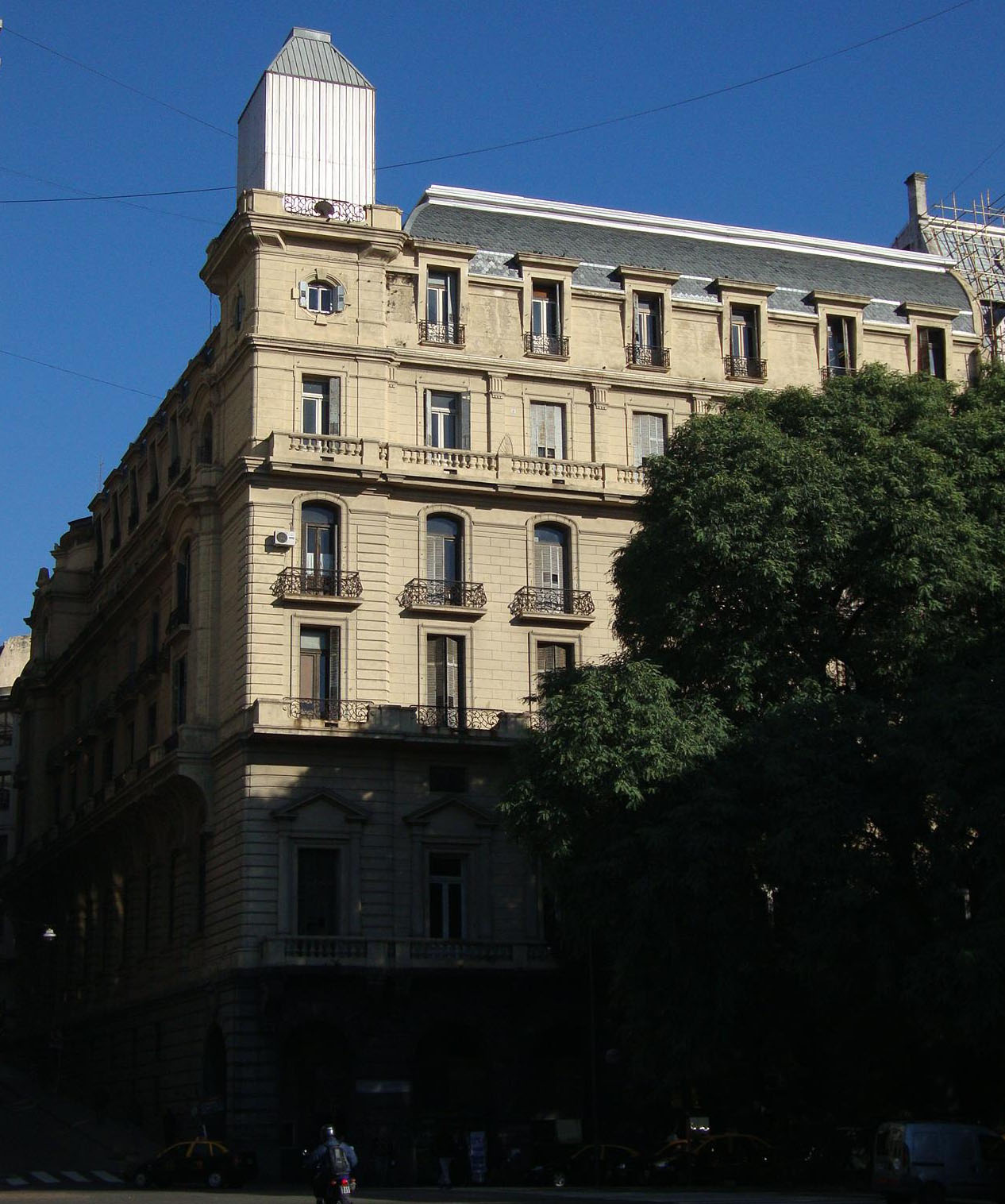
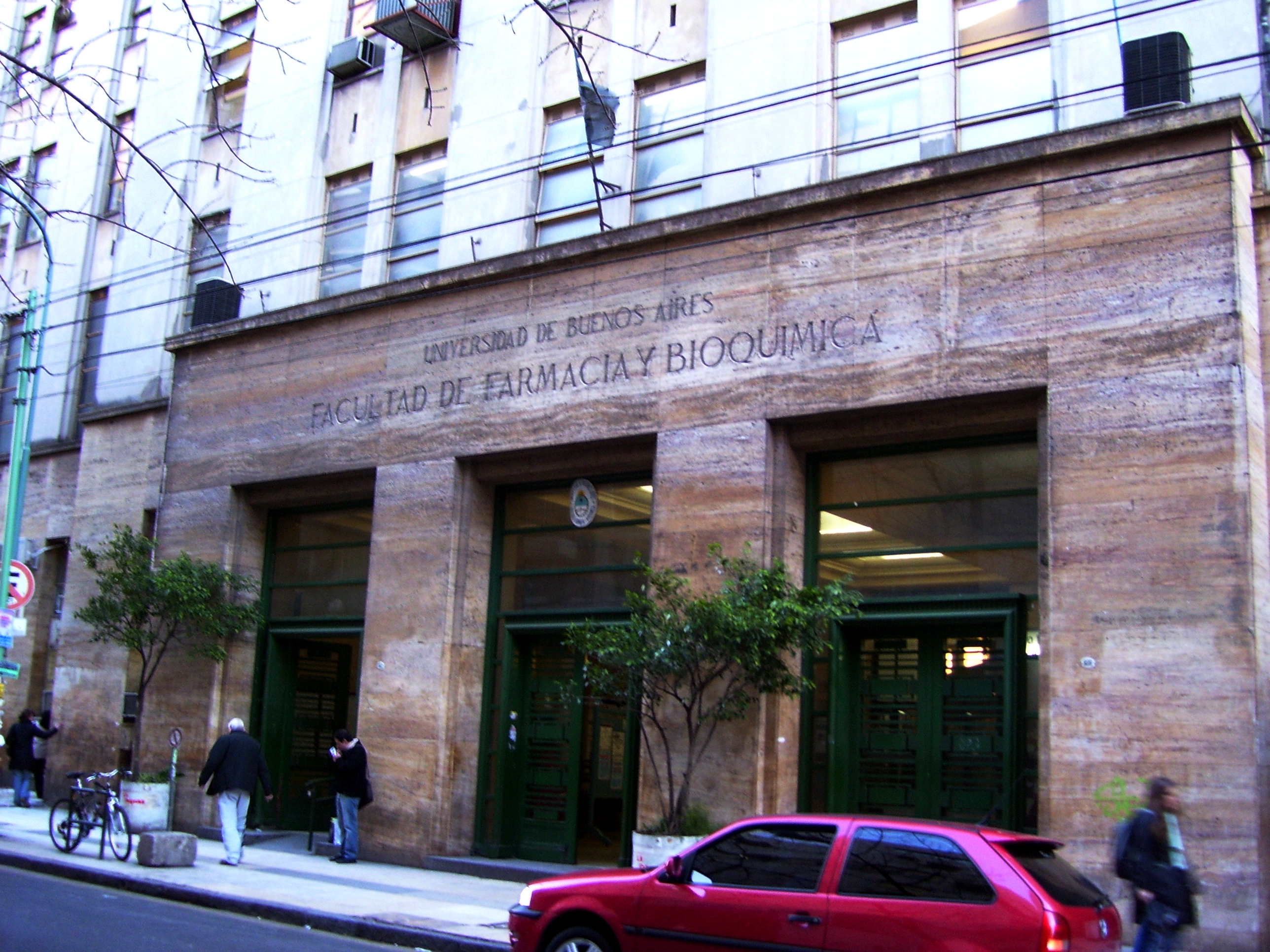
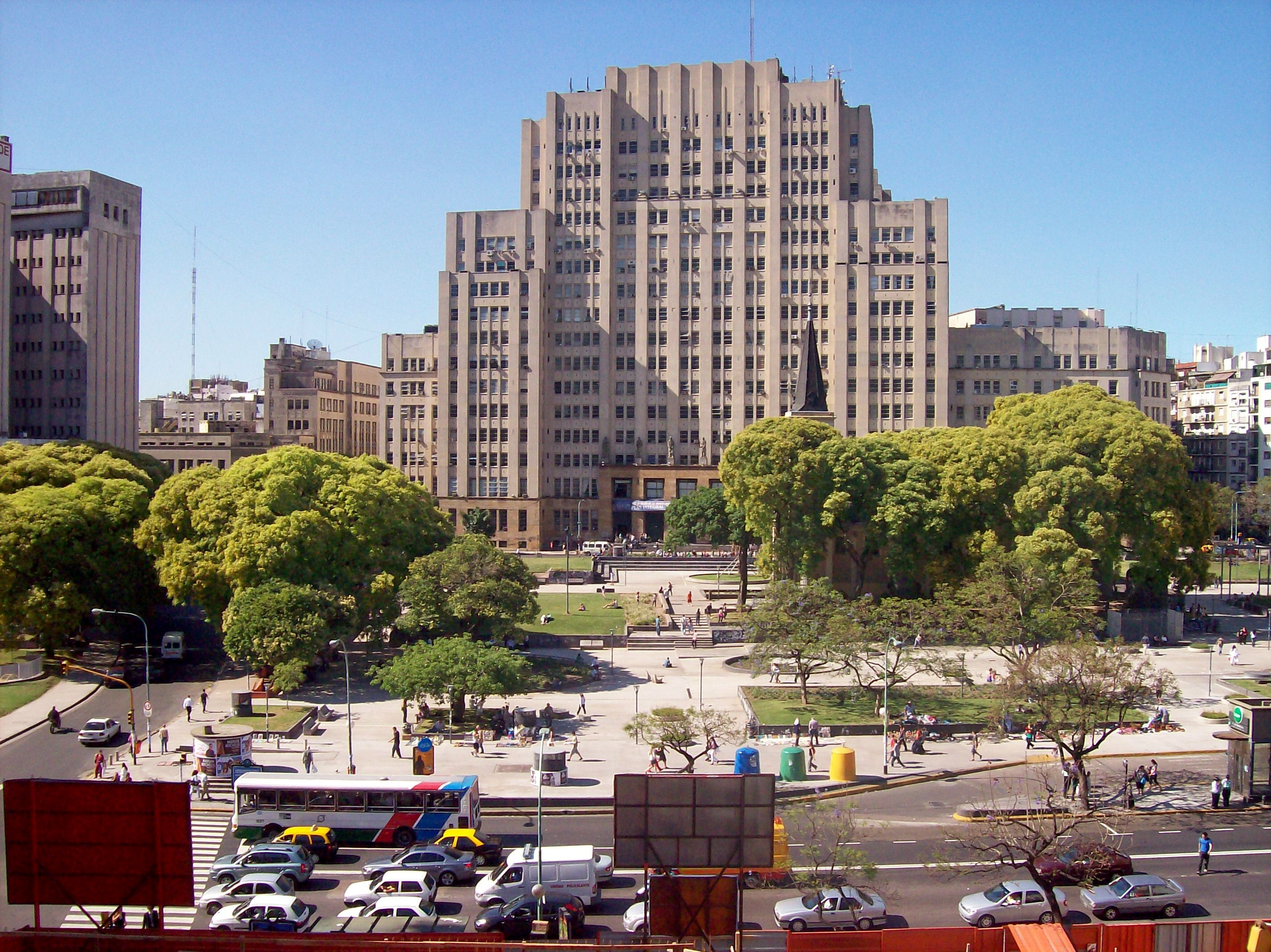
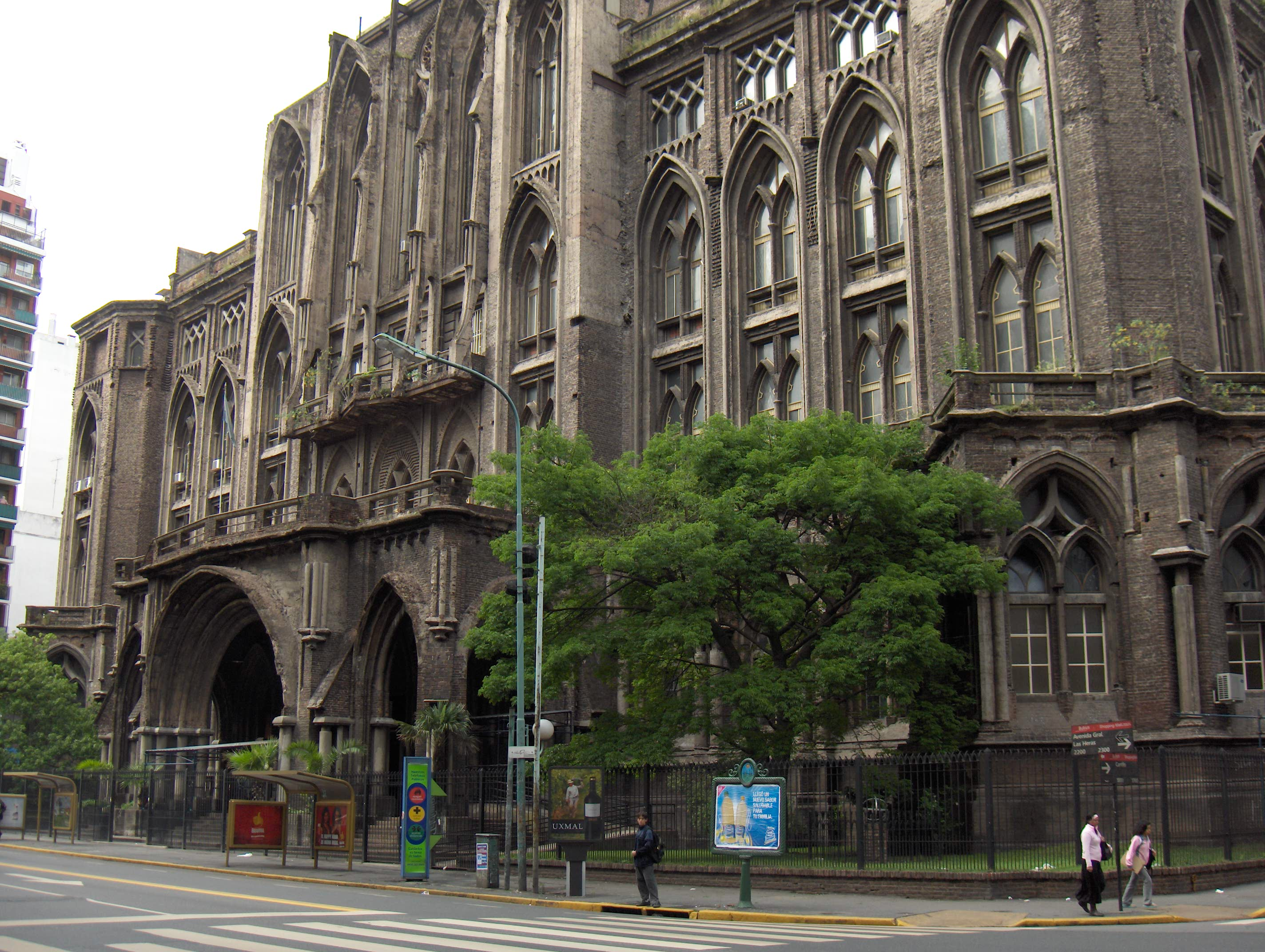